# スコット・グレン
スコット・グレン（Scott Glenn, 本名: Theodore Scott Glenn、1941年1月26日 - ）は、アメリカ合衆国の俳優。ペンシルベニア州ピッツバーグ出身。スコッチアイリッシュ、北アイルランド系、アイルランド系、イングランド系、フランス系の血を引く。

## 略歴
子供の頃は病弱で、寝たきりで1年間過ごしたこともあるという。医者から一生の間足を引きずるようになると言われたが、トレーニングの結果それを克服している。
高校を卒業後、ウィリアム・アンド・メアリー大学で英文学を学ぶ。卒業してから3年の間は海兵隊に所属。除隊後に新聞社のリポーターとなり、作家を志すようになる。しかし対話の部分が上手く書けず、それを克服するため演劇のクラスに参加。1966年にニューヨークに移り、1968年にはアクターズ・スタジオに通うようになる。テレビや舞台に出演した後、1970年に映画デビュー。同年、ハリウッドに移るが、その後8年間は小さな役をこなすことで過ぎていった。ハリウッドに嫌気の差したグレンは、アイダホ州に家族と共に引越し、その後2年はシアトルの舞台に時々立ちながら、バーテンダーや森林警備員として生活をしていた。
1980年に映画に戻り、『ライトスタッフ』あたりから個性派俳優として認められるようになった。

## 主な出演作品

### 映画
| 年     | 日本語題 原題                                                                    | 役名                                       | 備考                |
| ------ | -------------------------------------------------------------------------------- | ------------------------------------------ | ------------------- |
| 1970年 | 受胎の契約/ベビー・メーカー The Baby Maker                                       | テッド・ジャックス                         |                     |
| 1971年 | エンジェルズ/地獄の暴走 Angels Hard as They Come                                 | ロング・ジョン                             |                     |
| 1975年 | ナッシュビル Nashville                                                           | グレン・ケリー                             |                     |
| 1975年 | 怒りの山河 Fighting Mad                                                          | チャーリー・ハンター                       |                     |
| 1979年 | 地獄の黙示録 Apocalypse Now                                                      | リチャード・M・コルビー                    |                     |
| 1979年 | アメリカン・グラフィティ2 More American Graffiti                                 | ニュート                                   |                     |
| 1980年 | アーバン・カウボーイ Urban Cowboy                                                | ウェス                                     |                     |
| 1982年 | マイ・ライバル Personal Best                                                     | テリー                                     |                     |
| 1982年 | 最後のサムライ ザ・チャレンジ The Challenge                                      | リック                                     |                     |
| 1983年 | ザ・キープ The Keep                                                              | グレッケン・トリスメグストゥス             |                     |
| 1983年 | ライトスタッフ The Right Stuff                                                   | アラン・シェパード                         |                     |
| 1984年 | ザ・リバー The River                                                             | ジョー・ウェイド                           |                     |
| 1985年 | ワイルド・ギースII Wild Geese II                                                 | ジョン・ハダッド                           |                     |
| 1985年 | シルバラード Silverado                                                           | エメット                                   |                     |
| 1987年 | 燃える男 Man on Fire                                                             | クリスチャン・クリーシー                   |                     |
| 1987年 | ギャングランド/カポネが最も恐れた男 The Verne Miller Story                       | ヴァーノン・C・ミラー                      |                     |
| 1988年 | サイゴン Off Limits                                                              | デクスター・アームストロング               |                     |
| 1988年 | ダブル・エージェント/2重スパイ ヨーロッパ大逃亡 Intrigue                         | クロフォード                               | テレビ映画          |
| 1989年 | ミス・ファイヤークラッカー Miss Firecracker                                      | マック・サム                               |                     |
| 1990年 | レッド・オクトーバーを追え! The Hunt for Red October                             | バート艦長                                 |                     |
| 1990年 | 羊たちの沈黙 The Silence of the Lambs                                            | ジャック・クロフォード主任捜査官           |                     |
| 1991年 | バックドラフト Backdraft                                                         | ジョン・アドコックス                       |                     |
| 1992年 | 刑事ジョン・ケイン/影なき殺人者 Shadowhunter                                     | ジョン・ケイン                             | テレビ映画          |
| 1993年 | 必殺処刑コップ Extreme Justice                                                   | ダン                                       |                     |
| 1993年 | ザ・スローター/赤い迷宮 Slaughter of the Innocents                               | スティーブン・ブロデリック                 |                     |
| 1994年 | パスト・テンス/殺意のリフレイン Past Tense                                       | ジーン・ラルストン                         | テレビ映画          |
| 1994年 | エスケープ Night of the Running Man                                              | デヴィッド・エッカート                     |                     |
| 1995年 | トール・テイル/パラダイス・ヴァレーの奇跡 Tall Tale                              | J・P・スタイルズ                           |                     |
| 1995年 | レックレス/逃げきれぬ女 Reckless                                                 | ロイド                                     |                     |
| 1996年 | バックドア/告発白書 The Flight of the Dove                                       | ウィリアム・B・リッチマン                  |                     |
| 1996年 | リノ・ギャンブル Edie & Pen                                                      | ハリー・ホーキンス                         |                     |
| 1996年 | 戦火の勇気 Courage Under Fire                                                    | トニー                                     |                     |
| 1996年 | カルラの歌 Carla's Song                                                          | ブラッドレー                               |                     |
| 1997年 | 目撃 Absolute Power                                                              | ビル・バートン                             |                     |
| 1998年 | ファイアーストーム Firestorm                                                     | ウィント                                   |                     |
| 1998年 | ネイキッド・シティ/新･裸の町 Naked City: Justice with a Bullet                   | ダニエル・マルドゥーン                     | テレビ映画          |
| 1998年 | ネイキッド・シティ2/新・裸の町 Naked City: A Killer Christmas                    | ダニエル・マルドゥーン                     | テレビ映画          |
| 1999年 | ヴァージン・スーサイズ The Virgin Suicides                                       | ムーディー神父                             |                     |
| 2000年 | バーティカル・リミット Vertical Limit                                            | モンゴメリー・ウィック                     |                     |
| 2001年 | トレーニング デイ Training Day                                                   | ロジャー                                   |                     |
| 2001年 | 戦争のはじめかた Buffalo Soldiers                                                | リー曹長                                   |                     |
| 2001年 | シッピング・ニュース The Shipping News                                           | ジャック・バギット                         |                     |
| 2003年 | ペインテッド・ハウス A Painted House                                             | イーライ・"パピー"・チャンドラー           | テレビ映画          |
| 2004年 | セキュリティ9.11. Homeland Security                                              | ジョー・ジョンソン                         | テレビ映画          |
| 2005年 | 黒い薔薇 Gone But Not Forgotten                                                  | ピーター・レイク/マーティン・ダライアス    | テレビ映画          |
| 2005年 | ウォーキング・オン・ザ・ムーン 3D Magnificent Desolation: Walking on the Moon 3D | チャールズ・デューク                       | 声の出演            |
| 2006年 | ブレンダン・フレイザー 復讐街 Journey to the End of the Night                    | シナトラ                                   |                     |
| 2007年 | フリーダム・ライターズ Freedom Writers                                           | スティーブ                                 |                     |
| 2007年 | ボーン・アルティメイタム The Bourne Ultimatum                                    | エズラ・クレイマー                         |                     |
| 2008年 | 最後の初恋 Nights in Rodanthe                                                    | ロバート                                   |                     |
| 2008年 | ブッシュ W.                                                                      | ドナルド・ラムズフェルド                   |                     |
| 2010年 | セクレタリアト/奇跡のサラブレッド Secretariat                                    | クリス                                     |                     |
| 2011年 | エンジェル ウォーズ Sucker Punch                                                 | ワイズマン                                 |                     |
| 2012年 | ペーパーボーイ 真夏の引力 The Paperboy                                           | W・W・ジェンセン                           |                     |
| 2012年 | ボーン・レガシー The Bourne Legacy                                               | エズラ・クレイマー                         |                     |
| 2014年 | The Barber                                                                       | Eugene Van Wingerdt / Francis Allen Visser |                     |
| 2015年 | Into the Grizzly Maze                                                            | Sully                                      |                     |
| 2020年 | グリーンランド -地球最後の2日間- Greenland                                       | デイル                                     | 日本公開は2021年6月 |

### テレビシリーズ
| 年              | 日本語題 原題                                       | 役名                         | 備考                    |
| --------------- | --------------------------------------------------- | ---------------------------- | ----------------------- |
| 1971年 - 1973年 | 鬼警部アイアンサイド Ironside                       | Frank Lenox / Lonnie Burnett | 計2話出演               |
| 2008年          | 名探偵モンク Monk                                   | Sheriff Rollins              | 計2話出演               |
| 2014年 - 2017年 | LEFTOVERS/残された世界 The Leftovers                | ケヴィン・ガーヴィ・Sr.      | 計11話出演              |
| 2015年 - 2016年 | Marvel デアデビル Marvel's Daredevil                | スティック                   | 計5話出演               |
| 2017年          | Marvel ザ・ディフェンダーズ [Marvel's The Defenders | スティック                   | ミニシリーズ、計6話出演 |
| 2018年          | キャッスルロック Castle Rock                        | アラン・パングボーン         | 計8話出演               |